# Districte de Pratabgarh (Uttar Pradesh)
El districte de Pratapgarh (hindi प्रतापगढ) és una divisió administrativa d'Uttar Pradesh amb capital a Pratabgarh a la divisió d'Allahabad. Té una superfície de 3.717 km².

## Població
- 1869: 782.681
- 1881: 847.047
- 1891: 910.895
- 1901: 	908.105
- 1911: 	895.279
- 1921: 	850.752
- 1931: 	901.618
- 1941: 	1.036.496
- 1951: 	1.106.805
- 1961:	1.252.196
- 1971: 	1.422.707
- 1981: 	1.801.049
- 1991:	2.210.700
- 2001:	2.731.174

## Administració
Segons el mapa oficial hi ha tres tehsils (Pratabgarh, Kunda i Patti), però actualment són almenys quatre: 
- Pratabgarh
- Kunda
- Patti
- Mahadaha

I els blocs (blocks) de desenvolupament són 17:
- Kalankar
- Babaganj
- Kunda
- Bihar
- Sangipur
- Rampur Samgramgarh
- Lalganj
- Laxmanpur
- Sandwa Chandrika
- Pratabgarh Sadar
- Mandhata
- Mangraura
- Patti
- Shivgarh
- Aspur Devsara
- Gauda
- Baba Belkharanath Dham

## Història
La tradició enllaça molts indrets del districte amb el poble dels bhars però hi ha alguns que serien anteriors, del període budista. Manikpur hauria estat fundada per Manadeva fill del mític Baldeva de Kanauj, i hauria agafat més tard el nom de Manik Chand, germà de Jai Chand. Els bhars foren desplaçats pels somavansis de Jhusi, i altres clans rajputs es van desplegar pel districte.
El segle XI el ghazi gaznèvida Sayyid Salar, va derrotar els prínceps hindús de Manikpur (Manadevapur) i Kara, però el govern musulmà no fou establert fins més tard quan Muizz al-Din Muhammad de Ghor va derrotar a Jai Chand a final del segle XII. Manikpur i Kara foren seus de governadors musulmans i Muhammad Khalji (després sultà Ala al-Din Muhammad Shah I Khalji, 1296-1316) en fou governador abans d'esdevenir sultà per l'assassinat del seu oncle a les arenes del riu entre les dues ciutats. Al segle XV el territori va passar al sultanat de Jaunpur però al darrer quart del segle va ser recuperat per Delhi. Llavors els governadors musulmans i els senyors locals rajputs es va revoltar sovint. El domini mogol fou efímer i els afganesos van retenir la zona fins al temps d'Akbar; encara sota aquest el governador afganès de Manikpur es va revoltar. Manikpur va perdre importància quan Allahabad fou establerta com a capital de la suba però va esdevenir capital d'un sarkar.
A la mort d'Aurangzeb el 1707 els rajputs locals es van revoltar, però van acabar sotmesos pel nawab d'Oudh. El 1759 Manikpur fou segregada de la suba d'Allahabad i agregada a Oudh. En endavant la lluita entre oficials d'Oudh i els terratinents rajpiuts fou una constant. El 1856 els britànics van annexionar Oudh i la part oriental del futur districte formà part del districte de Sultanpur i l'occidental del districte de Salon (districte de Ras Bareli). Es va planejar formar el districte però el motí ho va impedir (1857). El raja Hanwant Singh de Kalakankar va escortar als fugitius de Salon cap a Allahabad i després es va unir a la rebel·lió; amb poques excepcions, tots els terratinents es van unir als rebels.
El juliol de 1858 van arribar tropes britàniques, però la campanya es va aturar per les pluges i fins al novembre de 1858 els britànics no van recuperar el control del territori. L'1 de novembre de 1858 es va llegir a la ciutat de Pratabgarh la proclamació de la reina reassolint el govern i creant el districte de Pratabgarh. La capital es va fixar a Bela, coneguda després com a Bela Pratapgarh (Bela derivaria del temple de Bela Bhawani a la riba del Sai). Els límits del districte foren alterats el 1869 per transferència d'una part del territori al districte de Bareilly. Formà part de la divisió de Faizabad (o Fyzabad) de les Províncies del Nord-oest i després Províncies Unides d'Agra i Oudh. La superfície era de 3.334 km². El Ganges formava el seu límit sud i el Gumti el tocava pel nord-est; el riu principal era no obstant el Sai, que desaigua al Gumti. El districte tenia 4 ciutats i 2.167 pobles. La població s'ha assenyalat més amunt. Administrativament hi havia tres tahsils:
- Partabgarh (capital Bela Pratabgarh)
- Kunda
- Patti

El 90% de la població eren hindús i la reste musulmans. Les castes principals eren kurmis, bramans, ahirs, chamars, rajputs, pasis i bànies. Bela (o Bela Pratabgarh) era l'única municipalitat i hi havia tres ciutats (Pratabgarh, Kunda i Patti). El tehsil de Pratabgarh estava format per les parganes d'Ateha i Partabgarh, amb una superfície de 1.119 km² i una població de 316.580 habitants en 679 pobles i tres ciutats destacant Bela amb 8.041 habitants, i Partabgarh amb 5.148 habitants.

## Arqueologia
- Manikpur, restes musulmanes, fort al Ganges, palaus i mesquites.
- Esquelets humans i ossos d'animals i pedres treballades del Neolític a Sarai Nahar
- Restes d'uns stupa budista a la riba del Sai.